# Ефингхам (Канзас)
Ефингхам (енгл. Effingham) град је у америчкој савезној држави Канзас.

## Демографија
По попису из 2010. године број становника је 546, што је 42 (-7,1%) становника мање него 2000. године.
| Група             | 2000.       | 2010.       |
| Белци             | 570 (96,9%) | 513 (94,0%) |
| Афроамериканци    | 2 (0,3%)    | 9 (1,6%)    |
| Азијати           | 0 (0,0%)    | 0 (0,0%)    |
| Хиспаноамериканци | 3 (0,5%)    | 16 (2,9%)   |
| Укупно            | 588         | 546         |